# Mateo Ružić
Mateo Ružić, né le 16 août 1994, est un athlète croate, spécialiste du 400 m.
Son record personnel est de 46 s 13, obtenu le 20 juin 2017 à Velenje.